# Église Saint-Jean-Baptiste de Tramayes
L'église Saint-Jean-Baptiste de Tramayes est une église située sur le territoire de la commune de Tramayes dans le département français de Saône-et-Loire et la région Bourgogne-Franche-Comté.

## Historique
L’église a été bâtie aux XIe et XIIe siècles. 
La nef et le chœur ont toutefois été dévastées en 1793, pendant la Révolution française, et il ne subsiste de l'ancienne église romane que le clocher, dont la construction remonte aux années 1100-1200. 
Le reste de l'édifice a été reconstruit en 1846. En effet, en 1845, pour des raisons essentiellement liées à l’augmentation de la population de Tramayes et au développement économique du canton dont cette commune était le chef-lieu, l’édifice fut agrandi et, à cette occasion, inversé. Ainsi, une fois l’abside démolie, un portail surmonté d’un oculus fut aménagé dans l’arc triomphal. La nouvelle façade, dont le clocher roman – désormais « clocher-porche » – constitue l’élément majeur, a été épaulée par deux tourelles d’escalier.

## Protection
L'église a fait l'objet d'une inscription au titre des monuments historiques, par décret du 16 octobre 1930.

## Description
Tout l’intérêt de l'église réside dans son clocher, qui est de plan barlong et à deux étages.
Ce clocher appartient à l'art roman et dispose d'un appareil décoratif fait de colonnes et de pilastres. Il a été restauré en 1998, à l'initiative de l'association pour la sauvegarde du patrimoine de Tramayes (créée en 1996), avec le soutien de la commune. Il comporte deux étages séparés par un cordon que supportent des modillons nus, et a conservé deux chapiteaux : deux rangs de palmes au sud et des lions affrontés sur corbeille au nord. 
Il abrite trois cloches, la plus ancienne datant du siècle de Louis XIV et la plus récente du tout début de la Troisième République. Le bourdon, quant à lui, qui pèse 1,7 tonne avec son battant, date du Second Empire, et provient de la basilique Saint-Martin d'Ainay à Lyon, qui désirait s'en dessaisir.

## Mobilier
Le chœur dispose d'un maître-autel de forme trapézoïdale en marbre blanc, orné d'une marqueterie colorée.

## Culte
Édifice consacré du diocèse d'Autun relevant de la Paroisse Saints-Apôtres-en-Haut-Clunisois (siège à Trambly) – qui en est affectataire au titre de la loi de 1905 –, l'église de Tramayes est un lieu de culte catholique.